# Трулски събор (691)
Вторият (2.) Трулски събор (Trullanum, Quinisext, Penthekte, Penthekton; Trullanische Synode; на гръцки: Πενθέκτη Σύνοδος) е църковно събрание през 691 – 692), свикано през 691 г. от византийския император Юстиниан II.
Съборът е наречен по името на императорския дворец Трулум, мястото на събирането, на който вземат участие 227 епископи, предимно от Изтока, със задачата да се занимаят с въпросите, останали без отговор на Втория и Третия събор в Константинопол. Разглеждани са въпросите най-вече за Литургията, църковната дисциплина и т.н.
„102-та канона“ на събора (синода) първо са отхвърлени от папа Сергий I.
За Православната църква този събор е пълното завършване на Втория и Третия Константинополски събор и влияе в нейната практика повече от всеки друг събор. На него е формулирана юридически пентархията.
Взети са между другото следните решения:
- Въпросът за Целибата (разрешено е женени мъже да бъдат ръкоположени; На свещениците е забранено по религиозна причина да изгонват своите съпруги)
- Бракоразвод и отново женитба (втори и – след покаятелен срок – трети брак по изключение е разрешено; четвърти брак обаче никога не се разрешава)
- Отношението към евреите (на християнските духовници е било забранено да се преглеждат от еврейски лекари)
- Симония забранена
- Забрана за клирици, да посещават театър или конни състезания
- Въпросите за постите (не се пости в съботите, никакви служби на работни дни по време на пости)
- Почитта на Цариградския патриарх (втори по чест след римския)
- Най-малката възраст за заемане на някои църковни служби
- Новициат, дрехите и косите на монасите
- Забрана на смесени (т.е. мъжки и женски едновременно) манастири
- Забрана на игри със зарове и гадателството
- Забрана на символичното изображение на Христос като Агнец Божи, Agnus Dei (Той трябва да се изобразява като човек)
- Забрана на аборта
- Забрана на традициите за честване на древните езически богове, особено танците и традициите в чест на Дионисий при гроздобер и правенето на вино (правило 62)